# Kazimierz Makarski
Kazimierz Makarski (ur. 11 kwietnia 1914 w Kołomyi, zm. 16 lipca 1986 w Brzegu) – polski duchowny archidiecezji lwowskiej, a następnie wrocławskiej, dziekan brzeski, prałat, działacz społeczny.

## Życiorys
Urodził się w rodzinie kolejarskiej. Szkołę powszechną i gimnazjum ukończył w Kołomyi. Studia teologiczne odbył na Uniwersytecie Jana Kazimierza we Lwowie. Święcenia kapłańskie przyjął w katedrze lwowskiej 26 czerwca 1938 roku. Msza prymicyjna w kościele parafialnym w Kołomyi.
W latach 1938–1946 duszpasterz w Kamionce Strumiłowej. W czasie wojny za obronę ludności polskiej dostał dwa wyroki śmierci od nacjonalistów ukraińskich z OUN-UPA. Po wojnie ekspatriowany na Dolny Śląsk, sprawował posługę w Kuźnicach Świdnickich, a potem w Domaniowie k. Oławy. Od sierpnia 1957 proboszcz w Brzegu. Odbudował ze zniszczeń kościół Podwyższenia Krzyża Świętego w Brzegu. Przyczynił się do odbudowy z ruin lub wzniesienia od podstaw 13 innych kościołów. Zabiegał o przywrócenie lekcji religii do szkół.  26 maja 1966 r. wierni z jego parafii wystąpili w obronie księży usuwanych z wikarówki przy zamkowym kościele św. Jadwigi. Demonstracja została brutalnie stłumiona przez oddziały ZOMO i funkcjonariuszów SB (tzw. pacyfikacja brzeska).
Zmarł w Brzegu i tu został pochowany. W Brzegu znajduje się ulica jego imienia.